# Модрички-Луг
Модрички-Луг (серб. Модрички Луг / Modrički Lug) — село в общине Вукосавле Республики Сербской Боснии и Герцеговины. Население составляет 1030 человек по переписи 2013 года.

## Население[3]
По данным на 1991 год, в селе проживали 1033 человека, из них:
- 1008 — бошняки (97,57%),
- 18 — югославы (1,74%),
- 4 — сербы (0,38%),
- 1 — хорват (0,09%),
- 2 — прочие национальности (0,19%).